# آلکساندر هرتسن

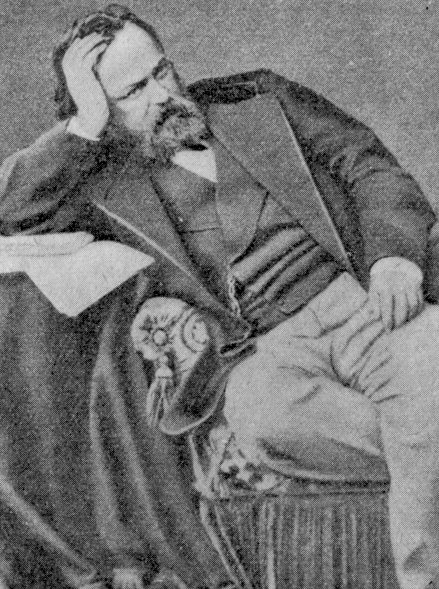

الکساندر ایوانوویچ هرتسن (به روسی: Алекса́ндр Ива́нович Ге́рцен): الکساندر ایوانُویج گِرتسِن، زاده ۶ آوریل (به گاه‌شماری یولیانی ۲۵ مارس) ۱۸۱۲ - درگذشته ۲۱ ژانویه (به گاه‌شماری یولیانی ۹ ژانویه) ۱۸۷۰) نویسنده ای انقلابی و متفکری برجسته در قرن نوزده بود. او به عنوان مبارزی اجتماعی که استعدادِ غریبش ملغمه‌ای از مخیلهٔ آتشین، توانایی مشاهدهٔ دقیق، شور اخلاقی و سرزندگی فکری به اضافهٔ قریحهٔ نویسندگی بود، همسنگی نداشت.
او نویسنده و متفکری غرب‌گرا بود و به عنوان «پدر سوسیالیسم روسی» و به عنوان یکی از پدران پوپولسم کشاورزی شناخته می‌شود.
آرمان هرتسن، آزادی فردی بود و همهٔ زندگی‌اش را وقف شورش بر ضدِ همهٔ اشکال ستم – اجتماعی، سیاسی، عمومی و خصوصی – کرد. او معتقد بود آزادی افراد در زمان و مکان معین، یک ارزش مطلق است؛ وجود حداقل فضای آزادی عمل برای همهٔ مردمان ضرورت اخلاقی است و نباید زیرپا گذاشته شود، حتی به نامِ مفاهیم انتزاعی و اصول کلی، مثل رستگاری ابدی، یا تاریخ، یا بشریت، یا پیشرفت و مخصوصاً دولت و کلیسا. هرتسن معتقد بود که این‌ها نام‌های کلی هستند که برای ارتکاب جور و ستم به آن‌ها استناد می‌کنند، یا افسون‌هایی که برای خفه کردن احساس و وجدان بشری ساخته و پرداخته شده‌اند.
هرتسن، از استقلال و تنوع و بازی آزادانهٔ طبایع فردی لذت می‌برد. دلش می‌خواست خصائل شخصی تا سر حد امکان پرورش یابند، خودجوشی و استقامت و تمایز و غرور و شور و صداقت و رنگ و روش افراد آزاد را ارج می‌نهاد؛ و از خشونت بی‌دلیل و تسلیم بی‌جهت تنفر داشت و آرزومند عدالت اجتماعی و کفایت اقتصادی و ثبات سیاسی بود. با این همه، معتقد بود که این‌ها فرع دفاع از حیثیت انسانی و ارزش‌های تمدن و حمایت از افراد در برابر ظلم و تجاوز است.
هرتسن معتقد بود که هر جامعه‌ای که به هر دلیلی، نتواند جلو این‌گونه تجاسر به آزادی را بگیرد، و در را برای اهانت، به ویژه اهانت به آزادی‌های فردی، باز بگذارد محکوم است. هرتسن چنین جامعهٔ ضعیفی را با همان خشمی محکوم می‌کند که کارامازوف هنگام رد کردن وعدهٔ سعادت ابدی به بهای شکنجهٔ یک کودک بیگناه از خود نشان می‌دهد.
اندیشه‌های این متفکر قرنِ نوزده، نه در لحن و نه در مضمون هیچ تجانسی با نویسندگان و متفکرانِ متدین دوران خودش نداشت و درک آن به زمان‌های بسیار فراتری از دورانِ او رسیده‌است.

## آثار

### داستانی
- افسانه (۱۸۳۶)
- النا (۱۸۳۸)
- نوشته‌هایی از یک مرد جوان (۱۸۴۰)
- مقصر کیست؟ (۱۸۴۶)
- سر راه (۱۸۴۶)
- دکتر کروپوف (۱۸۴۷)
- زاغچهٔ دزد (۱۸۴۸)

### سیاسی
- دیلتانتیسم در علوم (۱۸۴۳)
- مردم روسیه و سوسیالیسم (۱۸۴۸)
- نامه‌هایی از فرانسه و ایتالیا (۱۸۵۲)

### زندگی‌نامه
- گذشته و اندیشه‌ها (۱۸۶۸)

### آثار به فارسی
- مقصر کیست؟، آبتین گلکار، تهران: نشر هرمس، ۱۳۹۰

## کتابها
- گناه از کیست (۱۸۴۶)
- از کرانه دیگر (۱۸۵۰–۱۸۴۸)
- اندیشه‌های من
- نامه‌هایی از خیابان مارین یی